# Balloch
Balloch est un village du West Dunbartonshire en Écosse, au pied du Loch Lomond.